# Serie B 1949-1950 (pallacanestro maschile)
Il campionato di Serie B di pallacanestro maschile 1949/50 secondo livello del 28º campionato italiano, è il 9° organizzato dalla FIP sotto questa definizione e il 3° dal dopoguerra.
Le diciotto squadre vengono divise in tre gironi all'italianale prime classificate di ogni girone accedono direttamente in Serie A. 
Le seconde classificate accedono ad un girone all'italiana a tre di spareggio, la vincente sarà promossa in Serie A 1950-51. 
Le prime classificate si disputeranno in un girone all'italiana a tre il titolo di campione d'Italia di Serie B.

## Girone A

### Classifica
|  |    | Classifica finale 1949-1950 | Pt | G  | V | N | P | PtF | PtS |
|  | -- | --------------------------- | -- | -- | - | - | - | --- | --- |
|  | 1. | Vela Viareggio              | 17 | 10 | 8 | 1 | 1 | 355 | 308 |
|  | 2. | Onda Necchi Pavia           | 10 | 10 | 4 | 2 | 4 | 409 | 345 |
|  | 2. | CRDM La Spezia              | 10 | 10 | 5 | 0 | 5 | 400 | 384 |
|  | 4. | Lazio Roma                  | 9  | 10 | 4 | 1 | 5 | 306 | 340 |
|  | 5. | U.S. Livorno                | 8  | 10 | 4 | 0 | 6 | 324 | 337 |
|  | 6. | Ardita Juventus Genova      | 6  | 10 | 3 | 0 | 7 | 263 | 343 |

### Risultati
| Risultati              | AV    | PV    | SP    | LR    | LI    | GE    |
| ---------------------- | ----- | ----- | ----- | ----- | ----- | ----- |
| Vela Viareggio         |       | 36-34 | 36-32 | 37-34 | 28-22 | 31-25 |
| Onda Necchi Pavia      | 38-38 |       | 35-38 | 41-18 | 50-33 | 62-34 |
| Arsenale La Spezia     | 42-47 | 39-49 |       | 54-38 | 40-33 | 60-33 |
| Lazio Roma             | 29-16 | 45-45 | 47-31 |       | 38-35 | 2-0   |
| U.S. Livorno           | 26-48 | 38-33 | 36-30 | 43-19 |       | 32-22 |
| Ardita Juventus Genova | 26-38 | 26-22 | 30-34 | 38-36 | 29-26 |       |

### Spareggio per il secondo posto
| 5 febbraio 1950 | Necchi Pavia | 25 – 20 | CRDM La Spezia | Genova |

## Girone B

### Classifica
|  |    | Classifica finale 1949-1950  | Pt | G  | V | N | P | PtF | PtS |
|  | -- | ---------------------------- | -- | -- | - | - | - | --- | --- |
|  | 1. | Robur Ravenna                | 13 | 10 | 6 | 1 | 3 | 353 | 305 |
|  | 2. | CSI Reggio Emilia            | 12 | 10 | 5 | 2 | 3 | 386 | 367 |
|  | 2. | U.S. Pallacanestro Cremonese | 12 | 10 | 5 | 2 | 3 | 342 | 321 |
|  | 2. | Laetitia Venezia             | 12 | 10 | 6 | 0 | 4 | 347 | 326 |
|  | 5. | Ginnastica Goriziana         | 9  | 10 | 4 | 1 | 5 | 286 | 306 |
|  | 6. | Sangiorgese P.to S.Giorgio   | 2  | 10 | 1 | 0 | 9 | 312 | 401 |

### Risultati
| Risultati                    | RAV   | CRE   | VEN   | REG   | GOR   | PSG   |
| ---------------------------- | ----- | ----- | ----- | ----- | ----- | ----- |
| Robur Ravenna                |       | 27-27 | 35-34 | -     | 24-23 | 42-22 |
| U.S. Pallacanestro Cremonese | 29-32 |       | 36-31 | 35-28 | 34-24 | 32-31 |
| Laetitia Venezia             | -     | 34-29 |       | -     | 31-27 | 36-24 |
| CSI Reggio Emilia            | 45-33 | 34-34 | 33-29 |       | -     | -     |
| Unione Ginnastica Goriziana  | -     | 33-32 | -     | 53-43 |       | -     |
| Unione Sportiva Sangiorgese  | -     | 47-54 | -     | 45-49 | -     |       |

### Spareggio per il secondo posto
| 4 febbraio 1950 | Laetitia Venezia | 34 – 31 | U.S. Cremonese | Modena |

| 5 febbraio 1950 | C.S.I. Reggio Emilia | 38 – 35 | U.S. Cremonese | Modena |

| 5 febbraio 1950 | Laetitia Venezia | 49 – 36 | CSI Reggio Emilia | Modena |

- La Laetitia Venezia rinuncerà a partecipare al girone di spareggio promozione al suo posto sarà ripescata la A.P. Reggiana

## Girone C

### Classifica
|  |    | Classifica finale 1949-1950    | Pt | G | V | N | P | PtF | PtS |
|  | -- | ------------------------------ | -- | - | - | - | - | --- | --- |
|  | 1. | Stamura Ancona                 | 12 | 8 | 6 | 0 | 2 | 254 | 237 |
|  | 2. | Victoria Pesaro                | 10 | 8 | 5 | 0 | 3 | 303 | 274 |
|  | 3. | Ginnastica Marigliano          | 8  | 8 | 4 | 0 | 4 | 280 | 293 |
|  | 4. | INA Roma                       | 6  | 8 | 3 | 0 | 5 | 232 | 228 |
|  | 5. | U.S. Pallacanestro Salernitana | 4  | 8 | 2 | 0 | 6 | 194 | 255 |
|  | 6. | A.S. Ascoli Piceno*            | -  | - | - | - | - | -   | -   |

- si ritirerà dal campionato

### Risultati
| Risultati                      | ANC   | ROM   | MAR   | ASC   | PES   | SAL   |
| ------------------------------ | ----- | ----- | ----- | ----- | ----- | ----- |
| Stamura Ancona                 |       | -     | -     | -     | -     | -     |
| INA Roma                       | 35-20 |       | -     | -     | 43-30 | -     |
| Ginnastica Marigliano          | -     | 25-15 |       | 54-29 | -     | -     |
| A.S. Ascoli                    | -     | -     | -     |       | -     | -     |
| Vuelle Pesaro                  | -     | -     | 44-33 | -     |       | 42-22 |
| U.S. Pallacanestro Salernitana | 17-21 | 32-26 | -     | -     | -     |       |

## Girone finale per il titolo

### Classifica
|  |    | Classifica finale 1949-1950 | Pt | G | V | N | P | PtF | PtS |
|  | -- | --------------------------- | -- | - | - | - | - | --- | --- |
|  | 1. | Robur Ravenna               | 6  | 4 | 3 | 0 | 1 | 142 | 132 |
|  | 2. | Stamura Ancona              | 4  | 4 | 2 | 0 | 2 | 149 | 136 |
|  | 3. | Vela Viareggio              | 2  | 4 | 1 | 0 | 3 | 132 | 155 |

### Risultati
| Risultati      | ANC   | VIA   | RAV   |
| -------------- | ----- | ----- | ----- |
| Stamura Ancona |       | 43-34 | 39-27 |
| Vela Viareggio | 38-34 |       | 30-31 |
| Robur Ravenna  | 37-33 | 47-30 |       |

## Girone di spareggio promozione

### Classifica
|  |    | Classifica finale 1949-1950 | Pt | G | V | N | P | PtF | PtS |
|  | -- | --------------------------- | -- | - | - | - | - | --- | --- |
|  | 1. | Victoria Pesaro             | 6  | 4 | 3 | 0 | 1 | 142 | 138 |
|  | 2. | CSI Reggio Emilia           | 4  | 4 | 2 | 0 | 2 | 141 | 144 |
|  | 3. | Onda Necchi Pavia           | 2  | 4 | 1 | 0 | 3 | 134 | 135 |

### Risultati
| Risultati         | PAV   | REG   | PES   |
| ----------------- | ----- | ----- | ----- |
| Onda Necchi Pavia |       | 39-31 | 29-33 |
| CSI Reggio Emilia | 34-33 |       | 39-30 |
| Victoria Pesaro   | 37-33 | 42-37 |       |

## Verdetti

### Campione di Serie B
Robur Ravenna 
Formazione:
- Promosse in Serie A:Vela Viareggio, Robur Ravenna,Stamura Ancona,Victoria Pesaro

## Fonti
Il Corriere dello Sport edizione 1949-50
La Provincia (di Cremona) edizione 1949-50